# Ruido Rojo
Ruido Rojo fue un grupo español de metal con influencias de rap originarios de Huesca (Aragón), fundado en 2004.

## Historia
El grupo nace en Huesca en octubre de 2004. Ruido Rojo comienza a dar conciertos y poco a poco se convierte en un habitual de los festivales oscenses: Oscarock05, I Perpetuo Rock, Periferias 05, NuenoRock 2005 y 2006,...
Desde su formación cabe destacar la actuación del grupo en algunas de las principales salas aragonesas como el "Café Solanet" (Graus, Huesca), "Sala Corleone" (Sabiñanigo, Huesca), en la "Sala el Sol" (Zaragoza), Salón Jai-Alai (Huesca), "CC Estación del Norte" (Zaragoza), "CC Laín Entralgo" (Zaragoza).
En sus 3 años y medio de existencia, ha compartido escenario con artistas internacionales como: Rob Swift o Cristian Vogel, y nacionales como: La Excepción, La gran Orquesta Republicana, Juako Malavirgen, RedRum, La Familia Torelli,...
En febrero-marzo de 2006, el grupo graba en los "Estudios Rayca" (Huesca) su primer disco, 9 temas que fusionan el metal, HipHop, Funk,...

El disco se llevó a Vigo y en los reputados “Mix-Plus Recording Studios", de la mano de Iván Vivas se ha mezclado y masterizado.
El 2 de mayo de 2007 salió a la venta el primer LP de Ruido Rojo, “R q R”, con el sello de autoedición Rompiendo Records.
El grupo en junio de 2007 gana junto a la banda oscense Esclavos del Vicio el I Concurso Café Del Arte, ante la imposibilidad de otorgar dos premios, el empate técnico del jurado se resolvió con el voto del público alzándose con el primer premio Esclavos del Vicio.
El grupo a finales de 2007 se traslada a (Zaragoza), sufriendo varios cambios en su formación, completándose el grupo con: "Javi" (guitarra) ex-"Birra Soier", y "Txolo" (Batería) del grupo "Noion". En abril de 2008 vuelven a los escenarios en la sala Reset (Zaragoza), dentro del "IV Festival Nuevo Metal Zaragoza". En septiembre de 2008 el grupo graba su segundo LP "Re-Evolución" en los Estudios Garate (Berri Txarrak, Habeas Corpus, Boikot,...), contando con la producción de Kaki Arkarazo (Berri Txarrak, Nao, Banda Bassotti, Soziedad Alkoholika, Kortatu,...). En el álbum cuentan con la colaboración de la cantante Sorkun y del violinista Héctor (Efluxion). En diciembre de 2008 resultan ganadores del concurso Enrockate, presentando los temas de su álbum "Re-Evolución".
Continúan tocando en diversos festivales aragoneses: V Festival Nuevo Metal, II Clip Festival,... y resultan seleccionados para actuar en las semifinales del concurso PopyRock 2009.
En junio de 2009 editan "Re-Evolución" con el sello burgalés Fragment Records.
En octubre de 2010 y después de 6 años Ruido Rojo decide tomarse un descanso indefinido, dejando tras de sí 2 LP y una demo en directo.

## Componentes
- Sergio Aberásturi - (Voz) (2004-2010)
- Jorge Escartín (Bajo y voz) (2004-2010)
- Jaime Herrero Txolo - (Batería y coros) (2007-2010)
- Arturo Lorenzo - (Guitarras) (2009-2010)

## Exmiembros
- Javier París (Guitarras) (2007-2009)
- Alberto Herrero (Guitarras) (2004-2007)
- Jorge García (Batería y coros) (2004-2007)
- Jose Enrique Rueda "Josito" (Guitarras) (2004-2006)
- Gerbol (DJ) (2005-2007)

## Discografía
LP
- R q R (LP) (Rompiendo Records, autoeditado, 2007)
- Re-Evolución (LP) (Fragment Records, 2009)

EP y Recopilatorios
- Demo'05 (EP en directo, autoeditado, 2005)
- Recopilatorio Alfa:Omega (Mutante Records/Fragment Records, 2008)
- Recopilatorio Virtual El Sonora (Brasil) (El Sonora Records, 2009)

## Influencias
- Rage Against The Machine
- NdNo
- Berri Txarrak
- Habeas Corpus
- Def Con Dos
- Hamlet
- P.O.D.
- Limp Bizkit